# Clavans-en-Haut-Oisans
Clavans-en-Haut-Oisans é uma comuna francesa na região administrativa de Auvérnia-Ródano-Alpes, no departamento de Isère.